# Броні Джеймс
Леброн Реймон «Броні» Джеймс молодший (англ. LeBron Raymone "Bronny" James Jr.; 6 жовтня 2004) — американський баскетболіст, який відвідує школу «Сьєрра Каньйон» в Чатсвортс, Каліфорнія. Він старший син професійного баскетболіста Леброна Джеймса. Також «Броні» є представником кіберспортивної команди FaZe Clan.

## Ранні роки життя та кар'єра
Джеймс народився 6 жовтня 2004 року. Батько — гравець та зірка НБА Леброн Джеймс. Мати — Савані Брінсон. Джеймса-молодшого виховували обоє його батьків.

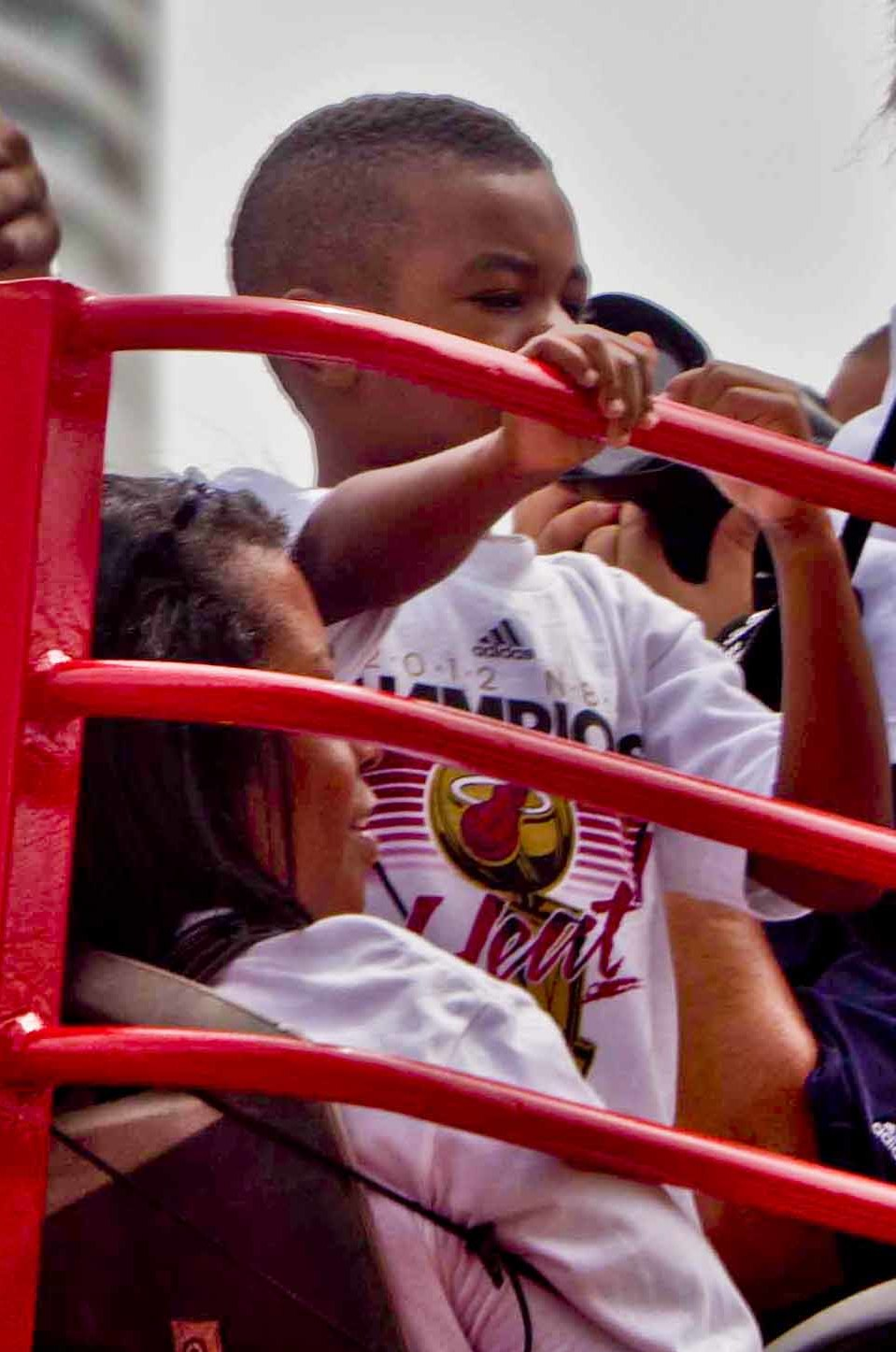
Джеймс на параді з приводу перемоги Маямі Хіт у 2012 році після того, як його батько допоміг команді виграти титул.

У дитинстві Джеймс займався кількома видами спорту, включаючи баскетбол та американський футбол, Проте батько не дозволяв йому грати в американський футбол або хокей тому, що був занепокоєний безпекою цих видів спорту. Починаючи з 2014 року, відео найкращих моментів з ігор Джемса почали привертати національну увагу . У лютому 2018 року Джеймс вступив у школу «Old Trail» у місті Бат-Тауншип, округ Самміт, штат Огайо, де він навчався в середній школі, до перемоги в незалежній шкільній лізі.
Джеймс змагався із різними баскетбольними командами «Аматорського спортивного союзу» (АСС) перед вступом до старших класів (вищої школи). У віці дев'яти років він грав за «Miami City Ballers» на турнірі для четвертих класів АСС, поки за ним спостерігав головний тренер «Kentucky Wildcats» — Джон Каліпарі. У червні 2015 року Джеймс допоміг команді АСС «Gulf Coast Blue Chips» виграти чемпіонат серед четвертих класів на Літньому чемпіонаті Ліги Далласа.
У березні 2018 року він допоміг команді «North Coast Blue Chips» здобути «All-Star Weekend» титул Джона Лукаса у Х'юстоні. 2 квітня 2018 року Джеймс, разом із своєю командою «North Coast Blue Chips», фінішували непереможеними та претендували на участь у чемпіонаті до 13 років — «NY2LA Swish 'N Dish» у Вісконсіні. У червні Джеймс представляв ту саму команду на чемпіонаті Молодшої Національної баскетбольної асоціації, яка змагалася проти суперників із дев'ятих класів та пройшов у чвертьфінал. У квітні 2019 року, незважаючи на те, що він був молодшим за більшість учасників, у віці 14 років Джеймс приєднався до команди молодіжної баскетбольної ліги Найк до 16 років «Strive for Greatness», де зіткнувся з низкою висококласних новобранців та отримав похвали від розвідників (скаутів).
6 серпня 2018 року Джеймс вступив до приватної школи «Crossroads». 3 грудня 2018 року, у своїй першій грі за школу, Джеймс набрав 27 очок та його команда перемогла школу «Culver City» з рахунком 61–48.

## Кар'єра у вищій школі

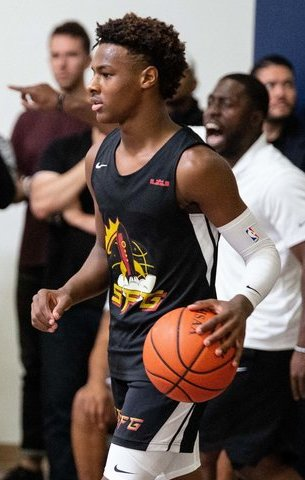
Джеймс, що грає за команду «Strive For Greatness» на турнірі Nike у травні 2019 року

29 травня 2019 року Джеймс перейшов у приватну школу «Sierra Canyon». На початку сезону, команда цієї школи вважалася однією з найкращих серед команд вищих шкіл, а мережі ESPN транслювали ігри цієї команди. 21 листопада 2019 року Джеймс дебютував у вищій школі, набравши 10 очок у своїй першій грі проти вищої школи Монтгомері. 14 грудня Джеймс набрав 15 очок і був визнаним найціннішим гравцем у грі проти Марійської вищої школи. 15 січня 2020 року він набрав 17 очок у грі проти школи «Viewpoint». У першому сезоні Джеймс набирав у середньому 4,1 очка за 15 хвилин та став першим гравцем вищої школи Сьєрра-Каньйон, який виступав у всіх 34 матчах сезону.

## Вербування
Коли Джеймсу було дев'ять років, тренер штату Огайо Бакеїс Тад Матта пожартував: «Він буде знаходитись на радарі вербування, мені потрібно запропонувати йому стипендію» У лютому 2015 року стало відомо, що Джеймс вже отримував пропозиції спортивної стипендій від коледжів, хоча конкретні імена не повідомлялися. Його батько прокоментував: «Це має бути порушенням, ви не повинні вербувати 10-річних дітей». У червні 2016 року ESPN повідомив, що Джеймс розглянув пропозиції від університетів Кентукі та Дюка. 2018 року Леброн Джеймс, у своєму твітері повідомив, що Бронні зіграє за університет Дюка. Перед вступом в середню школу аналітики вважали його перспективним гравцем у високодивізіонному NCAA. Він вперше з'явився в рейтингах рекрутингу перед своєю другою шкільною програмою, а 247Sports та ESPN визначили його як рекрута чотирьох зірок і одного з топ-30 гравців класу 2023 року. В початковій частині своєї старшої школи, Джеймс впав на 52-е місце у рейтингах 247Sports та 49-е місце у рейтингах ESPN, і він втратив 31 місце, вийшовши на 60-е місце за версією Rivals у червні 2022 року. В останньому році школи його позиції в рейтингах покращилися за версіями кожного сервісу. 17 січня 2023 року Los Angeles Times повідомили, що Джеймс вирішить між тим, щоб вступити до коледжу в Огайо, Орегоні або USC. 6 травня Джеймс оголосив про своє рішення вступити до USC, залишаючи Огайо як іншу варіантну можливість.
Профіль гравця
Ріст — 188 см, може грати на позиції розігруючого та атакуючого захисника. Скаути також високо оцінюють його «відчуття гри» та врівноваженість на баскетбольному майданчику.

## Особисте життя
У Джеймса є молодший брат Брюс 2007 року народження та молодша сестра Журі 2014 року народження. Його хрещеним батьком є баскетболіст Кріс Пол.